# Think Punk Vol. 1
Think Punk Vol. 1 è una compilation punk rock pubblicata nel 2007 dalla Rude Records per celebrare il trentennale dalla nascita del Punk 77.
È stata presentata come «la prima compilation che contiene sia pietre miliari sia astri nascenti del punk, mescolati in un mix adrenalinico.»

## Tracce
1. The Offspring – Elders – 2:13
2. A Wilhelm Scream – The King Is Dead – 3:27
3. Sun Eats Hours – The Level – 3:17
4. American Eyes – Carry on for Keepsake – 3:49
5. Gogol Bordello – Start Wearing Purple – 3:44
6. Junior – Let's Do It Again – 3:11
7. Crime in Stereo – Bicycles for Afghanistan – 3:00
8. Go Betty Go – Go Away – 2:50
9. MxPx – Cold Street – 2:48
10. The New Story – Streetlights – 3:14
11. Flogging Molly – The Wanderlust – 3:33
12. The Casualties – V.I.P. – 3:12
13. Fonzie – Elitist Girl – 3:16
14. Kill Your Idols – Only Dicks Don't Like Black Flag – 1:41
15. Rufio – Drowning – 3:24
16. No Mayers 50 – Honestly – 3:36
17. No Trigger – The Honshu Underground – 3:55
18. The Vandals – People That Are Going to Hell – 2:16
19. The Suicide Machines – Capitalist Suicide – 1:42
20. Elvis Jackson – Get Up! – 2:28
21. The Letters Organize – They Call It Rock 'N' Roll – 2:49

Durata totale: 63:25